# Епархия Софии — Пловдива
Епархия Софии — Пловдива (болг. Софийско-пловдивска епархия) — католическая епархия латинского обряда в Болгарии.
Кафедральный собор епархии, собор Святого Людовика, находится в городе Пловдив. Сокафедральный собор, собор Святого Иосифа находится в Софии. Епархия не входит в состав митрополий и находится в прямом подчинении Святому Престолу. Латинское название — Dioecesis Sophiae et Philippopolis.
Территория епархии охватывает южную часть страны. В отличие от севера Болгарии, где большинство католиков составляют потомки эмигрантов, большинство католиков юга страны — потомки обращённых в католичество павликиан. Хотя в среднем католики составляют всего 0,7 % населения на территории епархии, существуют регионы со значительным католическим населением, так в городе Раковски католики составляют большинство населения.
В период османского владычества среди части болгар стало распространяться католичество. Папа Климент VIII учредил Сардикское епископство (Сардика — древнее название Софии) в 1601 году, в 1642 году она была преобразована в архиепархию. После подавления Чипровского восстания, организованного католиками, турки начали репрессии против католического населения, что привело к практически полному уничтожению епархии. В 1759 году она была преобразована в апостольский викариат. В 1979 году восстановлена на епархиальном уровне как епархия Софии-Пловдива.
По данным на 2010 год в епархии насчитывалось 33 тысячи католиков (0,7 % населения), 26 священников и 17 приходов. С 1994 года епархию возглавляет епископ  Георги Йовчев.